# Aegocera remutata
Aegocera remutata är en fjärilsart som beskrevs av Jordan 1913. Aegocera remutata ingår i släktet Aegocera och familjen nattflyn. Inga underarter finns listade i Catalogue of Life.